# Echeveria linguaefolia
Echeveria linguaefolia là một loài thực vật có hoa trong họ Crassulaceae. Loài này được Lem. miêu tả khoa học đầu tiên năm 1863.